# ماري لين راجسكوب
ماري لين رايسكوب (بالإنجليزية: Mary Lynn Rajskub)‏ ممثلة أمريكية من أصول تشيكية من مواليد 22 يونيو 1971، أشتهرت بدور كلوي اوبراين في مسلسل 24.

## روابط خارجية
- ماري لين راجسكوب على موقع IMDb (الإنجليزية)
- ماري لين راجسكوب على موقع روتن توميتوز (الإنجليزية)
- ماري لين راجسكوب على موقع ألو سيني (الفرنسية)
- ماري لين راجسكوب على موقع ميوزك برينز (الإنجليزية)
- ماري لين راجسكوب على موقع أول موفي (الإنجليزية)
- ماري لين راجسكوب على موقع قاعدة بيانات الأفلام السويدية (السويدية)
- ماري لين راجسكوب على موقع إن إن دي بي (الإنجليزية)
- ماري لين راجسكوب على موقع ديسكوغز (الإنجليزية)
- ماري لين راجسكوب على موقع قاعدة بيانات الفيلم (الإنجليزية)
- ماري لين راجسكوب على موقع كينوبويسك (الروسية)